# Rhinophthalmus nasutus
Rhinophthalmus nasutus är en skalbaggsart som först beskrevs av Schuckard 1838.  Rhinophthalmus nasutus ingår i släktet Rhinophthalmus och familjen långhorningar. Inga underarter finns listade i Catalogue of Life.

## Bildgalleri

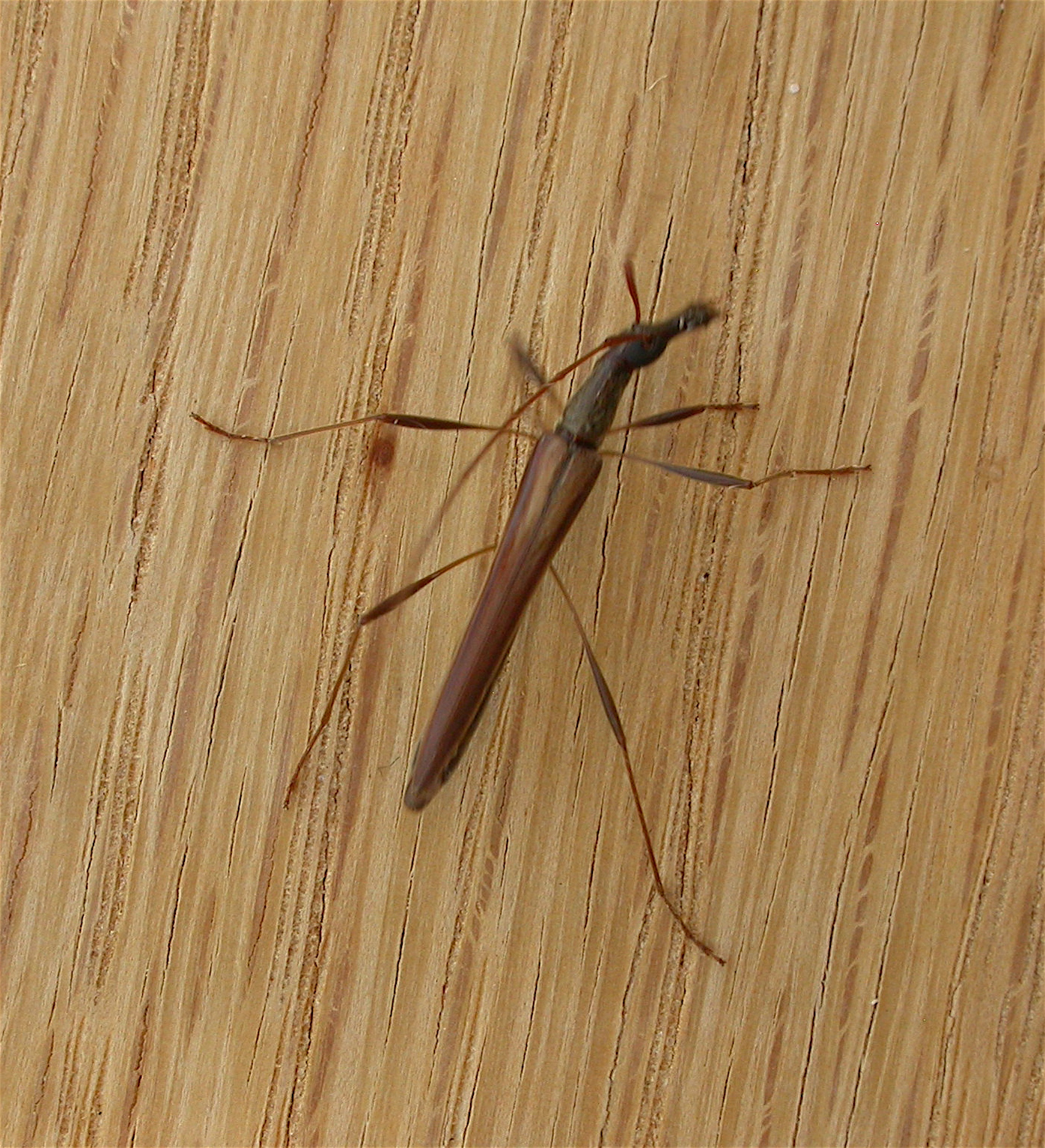